# ティーガーデン星c
ティーガーデン星c（ティーガーデンcとも呼ばれる）とは、太陽系から約12光年離れた位置に存在するスペクトル分類がM型の恒星であるティーガーデン星のハビタブルゾーン内を公転している太陽系外惑星である。これは、2019年7月の時点で、4番目に近い潜在的に居住可能な太陽系外惑星である。惑星は2019年6月に発見された。

## 特徴
ティーガーデン星cは、この惑星系の既知の惑星の中で最も外側を公転している惑星である。公転周期は11.4日である。惑星の最小質量は1つの地球質量であり、その半径は地球と似ている。それは、ティーガーデン星cが鉄の核と岩石の地殻を持った地球のような構成であることを示唆している。ティーガーデン星cの表面には液体の水の海、またはそれよりも低い温度の場合は氷を持っている可能性がある。

## 居住性
ティーガーデン星cは、楽観的なハビタブルゾーン内を公転している。惑星の平衡温度は-47 °Cであるが、惑星の大気が厚い場合、その表面ははるかに暖かくなる可能性がある。地球の平衡温度は-18 °Cであるが、大気によってそれをはるかに超える温度を維持している。
ティーガーデン星cの居住性をプラスする要因の1つは、その主星である。ほとんどの赤色矮星は強力なフレアを放出し、それが惑星の大気を剥ぎ取り、居住できなくなる可能性がある。良い例はケプラー438bであり、主星が活発なため居住できない可能性がある。もう1つの例は、太陽系に最も近い恒星であるプロキシマ・ケンタウリである。ただし、ティーガーデン星は比較的穏やかな恒星であるため、惑星が居住可能である可能性が高くなる。潜在的に居住可能な太陽系外惑星を持つ別の穏やかな赤色矮星はロス128とルイテン星である。